# Regione del Nord (Russia)
La Regione del Nord, o Estremo Nord, (in russo Крайний Север, Дальний Север?) è una vasta parte della Russia situata essenzialmente a nord del circolo polare artico, ricca di risorse naturali e di enormi giacimenti di minerali.
La Regione del Nord comprende per intero la Sacha-Jacuzia, l'oblast' di Magadan, l'oblast' di Kamchatka e l'oblast' di Murmansk; inoltre parzialmente l'oblast' di Arcangelo, la Repubblica dei Komi, l'oblast' di Tjumen', il Territorio di Krasnojarsk, l'oblast' di Irkutsk, l'oblast' di Sachalin, il territorio di Chabarovsk, come pure il Mar Glaciale Artico, lo stretto di Bering e il Mare di Ochotsk. 
Alcuni territori confinanti, caratterizzati da un clima estremamente rigido, sono classificati amministrativamente come "assimilati alle condizioni dell'Estremo Nord" per quanto riguarda gli incentivi e le agevolazioni per il lavoro.

## Città importanti
Murmansk (302 468 abitanti), Yakutsk (286 456), Norilsk (175 365), Novyj Urengoj (116 450) e Magadan (95 048) sono le città più importanti della Regione del Nord.
Arcangelo, 350 985 abitanti, è il centro più importante dei territori assimilati.